# Lugnet (Malmö)
Lugnet is een deelgebied (Delområde) in het stadsdeel Centrum van de Zweedse stad Malmö. Het gebied ligt tussen de staten Södra Förstadsgatan en Amiralsgatan, ten zuiden van Drottninggatan. Het grootste deel van het gebied maakte vroeger onderdeel uit van de wijk Södra Förstaden, terwijl het gebied ten oosten van Kaptensgatan (kapiteitstraat) behoorde tot de wijk Rörsjöstaden.